# Astyra abyssi
Astyra abyssi är en kräftdjursart som beskrevs av Boeck 1871. Astyra abyssi ingår i släktet Astyra och familjen Stilipedidae. Arten är reproducerande i Sverige. Inga underarter finns listade i Catalogue of Life.